# Seznam finskih pevcev resne glasbe
Seznam finskih pevcev resne glasbe.

## A
- Lorenz Nikolai Achté
- Aino Ackté

## B
- Kim Borg

## F
- Alma Fohström

## G
- Monica Groop

## H
- Jorma Hynninen

## I
- Soile Isokoski

## J
- Maikki Järnefelt

## K
- Piia Komsi
- Tom Krause

## M
- Karita Mattila

## R
- Jaakko Ryhänen

## S
- Matti Salminen

## T
- Martti Talvela
- Tarja Soile Susanna Turunen Cabuli